# Ralpharia parasitica
Ralpharia parasitica is een hydroïdpoliep uit de familie Tubulariidae. De poliep komt uit het geslacht Ralpharia. Ralpharia parasitica werd in 1887 voor het eerst wetenschappelijk beschreven door Korotneff. 